# Fußball-Europameisterschaft 2021/Gruppe E
| Pl. | Land     | Sp. | S | U | N | Tore    | Diff. | Punkte |
| --- | -------- | --- | - | - | - | ------- | ----- | ------ |
| 1.  | Schweden | 3   | 2 | 1 | 0 | 004:200 | +2    | 07     |
| 2.  | Spanien  | 3   | 1 | 2 | 0 | 006:100 | +5    | 05     |
| 3.  | Slowakei | 3   | 1 | 0 | 2 | 002:700 | −5    | 03     |
| 4.  | Polen    | 3   | 0 | 1 | 2 | 004:600 | −2    | 01     |

Gruppe E der Fußball-Europameisterschaft 2021:

## Polen – Slowakei 1:2 (0:1)
| Polen                                                                                      | Polen | Slowakei | Slowakei | Aufstellung                      |
| ------------------------------------------------------------------------------------------ | --- | --- | -------- | -------------------------------- |
| Polen                                                                                      | \| 1. Spieltag \| \| 14. Juni 2021 um 19:00 Uhr (18:00 Uhr MESZ) in Sankt Petersburg (Sankt-Petersburg-Stadion) \| \| Zuschauer: 12.862 \| \| Schiedsrichter: Ovidiu Hațegan ( Rumänien) 1 \| \| Spielbericht \| | \| 1. Spieltag \| \| 14. Juni 2021 um 19:00 Uhr (18:00 Uhr MESZ) in Sankt Petersburg (Sankt-Petersburg-Stadion) \| \| Zuschauer: 12.862 \| \| Schiedsrichter: Ovidiu Hațegan ( Rumänien) 1 \| \| Spielbericht \|                                                                                       | Slowakei | Aufstellung Polen gegen Slowakei |
| Polen                                                                                      | Wojciech Szczęsny – Bartosz Bereszyński, Kamil Glik, Jan Bednarek – Kamil Jóźwiak, Mateusz Klich (85. Jakub Moder), Grzegorz Krychowiak, Karol Linetty (74. Przemysław Frankowski), Maciej Rybus (74. Tymoteusz Puchacz) – Piotr Zieliński (85. Karol Świderski) – Robert Lewandowski Cheftrainer: Paulo Sousa ( Portugal) | Martin Dúbravka – Peter Pekarík (79. Martin Koscelník), Ľubomír Šatka, Milan Škriniar, Tomáš Hubočan – Lukáš Haraslín (87. Michal Ďuriš), Juraj Kucka, Jakub Hromada (79. Patrik Hrošovský), Róbert Mak (87. Tomáš Suslov) – Ondrej Duda (90.+2 Ján Greguš), Marek Hamšík Cheftrainer: Štefan Tarkovič | Slowakei | Aufstellung Polen gegen Slowakei |
| Polen                                                                                      | 1:1 Linetty (46.) | 0:1 Szczęsny (18., Eigentor) 1:2 Škriniar (69.) | Slowakei | Aufstellung Polen gegen Slowakei |
| Polen                                                                                      | Krychowiak (22.) | Hubočan (20.) | Slowakei | Aufstellung Polen gegen Slowakei |
| Polen                                                                                      | Krychowiak (62.) | | Slowakei | Aufstellung Polen gegen Slowakei |
| Polen                                                                                      | Star des Spiels: Milan Škriniar (Slowakei) | | Slowakei | Aufstellung Polen gegen Slowakei |
| 1. Spieltag                                                                                | | |          |                                  |
| 14. Juni 2021 um 19:00 Uhr (18:00 Uhr MESZ) in Sankt Petersburg (Sankt-Petersburg-Stadion) | | |          |                                  |
| Zuschauer: 12.862                                                                          | | |          |                                  |
| Schiedsrichter: Ovidiu Hațegan ( Rumänien) 1                                               | | |          |                                  |
| Spielbericht                                                                               | | |          |                                  |

## Spanien – Schweden 0:0
| Spanien                                                               | Spanien | Schweden | Schweden | Aufstellung                        |
| --------------------------------------------------------------------- | --- | --- | -------- | ---------------------------------- |
| Spanien                                                               | \| 1. Spieltag \| \| 14. Juni 2021 um 21:00 Uhr (MESZ) in Sevilla (Olympiastadion Sevilla) \| \| Zuschauer: 10.559 \| \| Schiedsrichter: Slavko Vinčić ( Slowenien) 2 \| \| Spielbericht \|                                                     | \| 1. Spieltag \| \| 14. Juni 2021 um 21:00 Uhr (MESZ) in Sevilla (Olympiastadion Sevilla) \| \| Zuschauer: 10.559 \| \| Schiedsrichter: Slavko Vinčić ( Slowenien) 2 \| \| Spielbericht \| | Schweden | Aufstellung Spanien gegen Schweden |
| Spanien                                                               | Unai Simón – Marcos Llorente, Aymeric Laporte, Pau Torres, Jordi Alba – Koke (87. Fabián), Rodri (66. Thiago), Pedri – Ferrán Torres (74. Mikel Oyarzabal), Álvaro Morata (66. Pablo Sarabia), Dani Olmo (74. Gerard) Cheftrainer: Luis Enrique | Robin Olsen – Mikael Lustig (75. Emil Krafth), Victor Lindelöf, Marcus Danielson, Ludwig Augustinsson – Sebastian Larsson , Kristoffer Olsson (84. Jens Cajuste), Albin Ekdal, Emil Forsberg (84. Pierre Bengtsson) – Marcus Berg (69. Robin Quaison), Alexander Isak (69. Viktor Claesson) Cheftrainer: Janne Andersson | Schweden | Aufstellung Spanien gegen Schweden |
| Spanien                                                               | Lustig (55.) | | Schweden | Aufstellung Spanien gegen Schweden |
| Spanien                                                               | Star des Spiels: Victor Lindelöf (Schweden) | | Schweden | Aufstellung Spanien gegen Schweden |
| 1. Spieltag                                                           | | |          |                                    |
| 14. Juni 2021 um 21:00 Uhr (MESZ) in Sevilla (Olympiastadion Sevilla) | | |          |                                    |
| Zuschauer: 10.559                                                     | | |          |                                    |
| Schiedsrichter: Slavko Vinčić ( Slowenien) 2                          | | |          |                                    |
| Spielbericht                                                          | | |          |                                    |

Die erste Halbzeit wurde dominiert vom Ballbesitzfußball Spaniens. Schweden stand tief in der eigenen Hälfte und hatte dem Gegner zwei Viererketten sowie mit Alexander Isak und Marcus Berg eine mitverteidigende Doppelspitze gegenübergestellt. Die erste Gelegenheit auf ein Tor hatte Spaniens Dani Olmo, der Robin Olsen im schwedischen Tor nach einer Viertelstunde mit einem Kopfball prüfte. Nach zwei Chancen von Koke vergab Angreifer Álvaro Morata wenige Minuten vor der Pause vor dem leerstehenden Tor und auch Olmo scheiterte mit einem Distanzschuss erneut am skandinavischen Schlussmann. Isak hätte sein Land sogar in Führung bringen können, doch Marcos Llorente fälschte dessen Schuss noch an den Pfosten ab. Nach dem Wiederanpfiff bestimmte der Gastgeber weiterhin das Spiel, kam aber nun nicht mehr so häufig in die Nähe des gegnerischen Tors. Olsen rettete seine Mannschaft in der Schlussphase noch einmal, nachdem Gerard eine Flanke aus fünf Metern in Richtung des Tors brachte. Am Ende standen darüber hinaus 75 % Prozent Ballbesitz sowie 847:107 Pässe zugunsten Spaniens zu Buche.

## Schweden – Slowakei 1:0 (0:0)
| Schweden                                                                                   | Schweden | Slowakei | Slowakei | Aufstellung                         |
| ------------------------------------------------------------------------------------------ | --- | --- | -------- | ----------------------------------- |
| Schweden                                                                                   | \| 2. Spieltag \| \| 18. Juni 2021 um 16:00 Uhr (15:00 Uhr MESZ) in Sankt Petersburg (Sankt-Petersburg-Stadion) \| \| Zuschauer: 11.525 \| \| Schiedsrichter: Daniel Siebert ( Deutschland) 3 \| \| Spielbericht \| | \| 2. Spieltag \| \| 18. Juni 2021 um 16:00 Uhr (15:00 Uhr MESZ) in Sankt Petersburg (Sankt-Petersburg-Stadion) \| \| Zuschauer: 11.525 \| \| Schiedsrichter: Daniel Siebert ( Deutschland) 3 \| \| Spielbericht \|                                                                                      | Slowakei | Aufstellung Schweden gegen Slowakei |
| Schweden                                                                                   | Robin Olsen – Mikael Lustig, Victor Lindelöf, Marcus Danielson, Ludwig Augustinsson (88. Pierre Bengtsson) – Sebastian Larsson , Kristoffer Olsson (64. Viktor Claesson), Albin Ekdal (88. Gustav Svensson), Emil Forsberg (90.+3 Emil Krafth) – Marcus Berg (64. Robin Quaison), Alexander Isak Cheftrainer: Janne Andersson | Martin Dúbravka – Peter Pekarík (65. Lukáš Haraslín), Ľubomír Šatka, Milan Škriniar, Tomáš Hubočan (84. Dávid Hancko) – Juraj Kucka, Patrik Hrošovský (84. Michal Ďuriš) – Martin Koscelník, Marek Hamšík (77. László Bénes), Róbert Mak (77. Vladimír Weiss) – Ondrej Duda Cheftrainer: Štefan Tarkovič | Slowakei | Aufstellung Schweden gegen Slowakei |
| Schweden                                                                                   | 1:0 Forsberg (77., Foulelfmeter) | | Slowakei | Aufstellung Schweden gegen Slowakei |
| Schweden                                                                                   | Olsson (23.) | Dúbravka (76.), Duda (80.), Weiss (87.) | Slowakei | Aufstellung Schweden gegen Slowakei |
| Schweden                                                                                   | Star des Spiels: Alexander Isak (Schweden) | | Slowakei | Aufstellung Schweden gegen Slowakei |
| 2. Spieltag                                                                                | | |          |                                     |
| 18. Juni 2021 um 16:00 Uhr (15:00 Uhr MESZ) in Sankt Petersburg (Sankt-Petersburg-Stadion) | | |          |                                     |
| Zuschauer: 11.525                                                                          | | |          |                                     |
| Schiedsrichter: Daniel Siebert ( Deutschland) 3                                            | | |          |                                     |
| Spielbericht                                                                               | | |          |                                     |

## Spanien – Polen 1:1 (1:0)
| Spanien                                                               | Spanien | Polen | Polen | Aufstellung                     |
| --------------------------------------------------------------------- | --- | --- | ----- | ------------------------------- |
| Spanien                                                               | \| 2. Spieltag \| \| 19. Juni 2021 um 21:00 Uhr (MESZ) in Sevilla (Olympiastadion Sevilla) \| \| Zuschauer: 11.742 \| \| Schiedsrichter: Daniele Orsato ( Italien) 4 \| \| Spielbericht \|                                              | \| 2. Spieltag \| \| 19. Juni 2021 um 21:00 Uhr (MESZ) in Sevilla (Olympiastadion Sevilla) \| \| Zuschauer: 11.742 \| \| Schiedsrichter: Daniele Orsato ( Italien) 4 \| \| Spielbericht \| | Polen | Aufstellung Spanien gegen Polen |
| Spanien                                                               | Unai Simón – Marcos Llorente, Aymeric Laporte, Pau Torres, Jordi Alba – Koke (68. Pablo Sarabia), Rodri, Pedri – Gerard (68. Fabián Ruiz), Álvaro Morata (87. Mikel Oyarzabal), Dani Olmo (61. Ferrán Torres) Cheftrainer: Luis Enrique | Wojciech Szczęsny – Bartosz Bereszyński, Kamil Glik, Jan Bednarek (85. Paweł Dawidowicz) – Kamil Jóźwiak (55. Kacper Kozłowski), Mateusz Klich, Jakub Moder (85. Karol Linetty), Tymoteusz Puchacz – Piotr Zieliński – Karol Świderski (68. Przemysław Frankowski), Robert Lewandowski Cheftrainer: Paulo Sousa ( Portugal) | Polen | Aufstellung Spanien gegen Polen |
| Spanien                                                               | 1:0 Morata (25.) | 1:1 Lewandowski (54.) | Polen | Aufstellung Spanien gegen Polen |
| Spanien                                                               | P. Torres (81.), Rodri (90.+5) | Klich (36.), Moder (57.), Jóźwiak (59.), Lewandowski (90.+3) | Polen | Aufstellung Spanien gegen Polen |
| Spanien                                                               | Gerard schießt Foulelfmeter an den linken Pfosten (57.) | | Polen | Aufstellung Spanien gegen Polen |
| Spanien                                                               | Star des Spiels: Jordi Alba (Spanien) | | Polen | Aufstellung Spanien gegen Polen |
| 2. Spieltag                                                           | | |       |                                 |
| 19. Juni 2021 um 21:00 Uhr (MESZ) in Sevilla (Olympiastadion Sevilla) | | |       |                                 |
| Zuschauer: 11.742                                                     | | |       |                                 |
| Schiedsrichter: Daniele Orsato ( Italien) 4                           | | |       |                                 |
| Spielbericht                                                          | | |       |                                 |

Schon nach sechs Minuten setzte Mateusz Klich einen ersten Akzent, als sein Abschluss aus der Distanz auf dem Netz von Unai Simóns Tor landete. Verteidiger Marcos Llorente konnte dann nach 25 Minuten einen gefährlichen Pass in den Fünfmeterraum spielen, von wo aus Álvaro Morata den Führungstreffer erzielte. Auf der anderen Spielfeldseite leistete sich Jordi Alba einen Ballverlust im Spielaufbau, wurde von Karol Świderski gestört, der aber seinen Schuss an den Pfosten setzte. Von dort sprang das Spielgerät zurück in den Fünfmeterraum, wo Robert Lewandowski im Nachschuss am spanischen Keeper scheiterte. Vor der Pause hatte Gerard zwei gute Torchancen, die er nicht nutzte. Rund zehn Minuten nach dem Seitenwechsel ließ die spanische Defensive Kamil Jóźwiak unbedrängt flanken und in der Mitte setzte sich Lewandowski mit einem Kopfball zum Ausgleichstreffer durch. In der 57. Minute hätte Gerard nach einem Foul von Jakub Moder die Gelegenheit gehabt, sein Team per Strafstoß in Führung zu bringen, sowohl er wie auch der anschließend abschließende Morata vergaben aber. In der Schlussphase kam auf Seiten Polens Kacper Kozłowski aufs Feld, der den Engländer Jude Bellingham, der wenige Tage zuvor eingesetzt worden war, als jüngsten Spieler bei einer Europameisterschaft ablöste. Durch den Punktgewinn konnten die Polen bei noch einer ausstehenden Partie noch Chancen auf einen Finalrundeneinzug wahren.

## Slowakei – Spanien 0:5 (0:2)
| Slowakei                                                              | Slowakei | Spanien | Spanien | Aufstellung                        |
| --------------------------------------------------------------------- | --- | --- | ------- | ---------------------------------- |
| Slowakei                                                              | \| 3. Spieltag \| \| 23. Juni 2021 um 18:00 Uhr (MESZ) in Sevilla (Olympiastadion Sevilla) \| \| Zuschauer: 11.204 \| \| Schiedsrichter: Björn Kuipers ( Niederlande) 5 \| \| Spielbericht \| | \| 3. Spieltag \| \| 23. Juni 2021 um 18:00 Uhr (MESZ) in Sevilla (Olympiastadion Sevilla) \| \| Zuschauer: 11.204 \| \| Schiedsrichter: Björn Kuipers ( Niederlande) 5 \| \| Spielbericht \|                                                                       | Spanien | Aufstellung Slowakei gegen Spanien |
| Slowakei                                                              | Martin Dúbravka – Peter Pekarík, Ľubomir Šatka, Milan Škriniar, Tomáš Hubočan – Juraj Kucka, Jakub Hromada (46. Stanislav Lobotka) – Lukáš Haraslín (69. Tomáš Suslov), Marek Hamšík (90. László Bénes), Róbert Mak (69. Vladimír Weiss) – Ondrej Duda (46. Michal Ďuriš) Cheftrainer: Štefan Tarkovič | Unai Simón – César Azpilicueta (77. Mikel Oyarzabal), Eric García (71. Pau Torres), Aymeric Laporte, Jordi Alba – Koke, Sergio Busquets (71. Thiago), Pedri – Pablo Sarabia, Álvaro Morata (66. Ferran Torres), Gerard (77. Adama Traoré) Cheftrainer: Luis Enrique | Spanien | Aufstellung Slowakei gegen Spanien |
| Slowakei                                                              | 0:1 Dúbravka (30., Eigentor) 0:2 Laporte (45.+3) 0:3 Sarabia (56.) 0:4 F. Torres (67.) 0:5 Kucka (71., Eigentor) | | Spanien | Aufstellung Slowakei gegen Spanien |
| Slowakei                                                              | Duda (12.), Škriniar (90.+4) | Busquets (40.), Alba (60.) | Spanien | Aufstellung Slowakei gegen Spanien |
| Slowakei                                                              | Dúbravka hält Foulelfmeter von Morata (12.) | | Spanien | Aufstellung Slowakei gegen Spanien |
| Slowakei                                                              | Star des Spiels: Sergio Busquets (Spanien) | | Spanien | Aufstellung Slowakei gegen Spanien |
| 3. Spieltag                                                           | | |         |                                    |
| 23. Juni 2021 um 18:00 Uhr (MESZ) in Sevilla (Olympiastadion Sevilla) | | |         |                                    |
| Zuschauer: 11.204                                                     | | |         |                                    |
| Schiedsrichter: Björn Kuipers ( Niederlande) 5                        | | |         |                                    |
| Spielbericht                                                          | | |         |                                    |

## Schweden – Polen 3:2 (1:0)
| Schweden                                                                                   | Schweden | Polen | Polen | Aufstellung                      |
| ------------------------------------------------------------------------------------------ | --- | --- | ----- | -------------------------------- |
| Schweden                                                                                   | \| 3. Spieltag \| \| 23. Juni 2021 um 19:00 Uhr (18:00 Uhr MESZ) in Sankt Petersburg (Sankt-Petersburg-Stadion) \| \| Zuschauer: 14.252 \| \| Schiedsrichter: Michael Oliver ( England) 6 \| \| Spielbericht \|                                                                                       | \| 3. Spieltag \| \| 23. Juni 2021 um 19:00 Uhr (18:00 Uhr MESZ) in Sankt Petersburg (Sankt-Petersburg-Stadion) \| \| Zuschauer: 14.252 \| \| Schiedsrichter: Michael Oliver ( England) 6 \| \| Spielbericht \| | Polen | Aufstellung Schweden gegen Polen |
| Schweden                                                                                   | Robin Olsen – Mikael Lustig (68. Emil Krafth), Victor Lindelöf, Marcus Danielson, Ludwig Augustinsson – Sebastian Larsson , Kristoffer Olsson, Albin Ekdal, Emil Forsberg (78. Viktor Claesson) – Robin Quaison (55. Dejan Kulusevski), Alexander Isak (68. Marcus Berg) Cheftrainer: Janne Andersson | Wojciech Szczęsny – Bartosz Bereszyński, Kamil Glik, Jan Bednarek – Kamil Jóźwiak (61. Jakub Świerczok), Grzegorz Krychowiak (78. Przemysław Płacheta), Mateusz Klich (71. Kacper Kozłowski), Tymoteusz Puchacz (46. Przemysław Frankowski) – Piotr Zieliński – Karol Świderski, Robert Lewandowski Cheftrainer: Paulo Sousa ( Portugal) | Polen | Aufstellung Schweden gegen Polen |
| Schweden                                                                                   | 1:0 Forsberg (2.) 2:0 Forsberg (59.) 3:2 Claesson (90.+4) | 2:1 Lewandowski (61.) 2:2 Lewandowski (84.) | Polen | Aufstellung Schweden gegen Polen |
| Schweden                                                                                   | Danielson (10.) | Krychowiak (74.), Glik (83.) | Polen | Aufstellung Schweden gegen Polen |
| Schweden                                                                                   | Star des Spiels: Emil Forsberg (Schweden) | | Polen | Aufstellung Schweden gegen Polen |
| 3. Spieltag                                                                                | | |       |                                  |
| 23. Juni 2021 um 19:00 Uhr (18:00 Uhr MESZ) in Sankt Petersburg (Sankt-Petersburg-Stadion) | | |       |                                  |
| Zuschauer: 14.252                                                                          | | |       |                                  |
| Schiedsrichter: Michael Oliver ( England) 6                                                | | |       |                                  |
| Spielbericht                                                                               | | |       |                                  |